# Kommission für Europäisches Familienrecht
Die Kommission für Europäisches Familienrecht (englisch: Commission on European Family Law, kurz CEFL) ist eine wissenschaftliche Initiative, die am 1. September 2001 in Utrecht (Niederlande) gegründet wurde.
Die CEFL repräsentiert derzeit 29 Rechtsordnungen (Belgien, Bulgarien, Dänemark, Deutschland, England und Wales, Estland, Finnland, Frankreich, Griechenland, Irland, Italien, Kroatien, Lettland, Litauen, Luxemburg, Niederlande, Norwegen, Österreich, Polen, Portugal, Russland Schottland, Schweden, Schweiz, Slowakei, Slowenien, Spanien, Tschechien, Ungarn) und setzt sich aus einem Organisationskomitee und einer Expertengruppe zusammen. Dabei ist die CEFL als unabhängige und rein wissenschaftliche Initiative zu verstehen, die keinerlei internationalen Institution untersteht. Hauptziel der CEFL ist es, wegbereitende theoretische und praktische Überlegungen zur Harmonisierung des Familienrechts in Europa zu entwickeln. Vorsitzende der CEFL ist Katharina Boele-Woelki, Professorin für Rechtsvergleichung und Präsidentin der Bucerius Law School in Hamburg.

## Arbeitsweise
Der Formulierung von Prinzipien zum Europäischen Familienrecht kommt bei der Arbeit der CEFL eine entscheidende Rolle zu. 
Dazu werden diejenigen Bereiche des Familienrechts ausgewählt, die einer Angleichung am zugänglichsten sind. In einem zweiten Schritt werden Fragebögen entworfen, wobei die Fragen in rein funktionaler Weise gestellt werden, ohne auf das Konzept einer speziellen Rechtsordnung einzugehen. Es wird also nach dem grundlegenden Problem gefragt, dem eine spezielle rechtliche Regelung abhelfen soll. Der dritte Schritt umfasst die Erstellung von Länderberichten, die sowohl auf das geschriebene Recht als auch auf dessen tatsächliche praktische Anwendung eingehen. Der vierte Schritt umfasst die Sammlung und Verbreitung des rechtsvergleichenden Materials. Zusätzlich zu der Veröffentlichung der jeweiligen Länderreporte, die auf der Homepage der CEFL zugänglich sind, existiert eine integrierte schriftliche Fassung, in welcher die Länderberichte den jeweiligen Fragen nachgeordnet sind. Diese integrierte Version ermöglicht einen schnellen Überblick und einen direkten und einfachen Vergleich der verschiedenen Lösungen innerhalb der nationalen Rechtsordnungen. In dem fünften Schritt werden die Prinzipien zum Europäischen Familienrecht verfasst. Dazu werden Vorschläge durch die Mitglieder des Organisationskomitees gemacht, die sodann mit den Autoren der Länderberichte (der Expertengruppe) diskutiert werden. Der sechste und letzte Schritt besteht in der Veröffentlichung der Prinzipien. Dieser Arbeitsprozess nimmt einen Zeitraum von 3 Jahren in Anspruch.
Zum Erstellen der Prinzipien bieten sich der CEFL nach der vergleichenden Analyse der Länderberichte verschiedene Möglichkeiten. So kann eine innerhalb der verschiedenen Rechtsordnungen gemeinsam bestehende Lösung (common core) gewählt werden. Doch vielfach hat sich die CEFL auch für eine inhaltlich bessere Lösung (better law) entschieden und dies vor allem nicht nur in Situationen, in denen kein common core gefunden werden konnte.

## Prinzipien
Alle CEFL Prinzipien sowie die Länderberichte zu den verschiedenen Arbeitsfeldern sind auf der Homepage der CEFL in mehreren Sprachen abrufbar.
- Prinzipien zur Ehescheidung und zum nachehelichen Unterhalt: Als erstes Arbeitsfeld hatte die CEFL die Ehescheidung und den nachehelichen Unterhalt ausgewählt. Die diesbezüglichen Prinzipien wurden im Jahr 2004 publiziert.[3]

- Prinzipien zur elterlichen Verantwortung: Im Jahr 2007 erfolgte die Veröffentlichung der Prinzipien zur elterlichen Verantwortung.[4]

- Prinzipien zu den vermögensrechtlichen Beziehungen von Ehegatten: Die Prinzipien zu den vermögensrechtlichen Beziehungen von Ehegatten wurden im Jahr 2013 veröffentlicht.[5]

- Prinzipien betreffend Vermögen, Unterhalt und Erbrechte für Paare in faktischen Partnerschaften: Das bisher letzte Arbeitsfeld wurde mit der Veröffentlichung der Prinzipien im Jahr 2019 abgeschlossen.[6]